# Terdal
Terdal là một thị xã panchayat của quận Bagalkot thuộc bang Karnataka, Ấn Độ.

## Địa lý
Terdal có vị trí 16°30′B 75°03′Đ / 16,5°B 75,05°Đ Nó có độ cao trung bình là 536 mét (1758 feet).

## Nhân khẩu
Theo điều tra dân số năm 2001 của Ấn Độ, Terdal có dân số 23.642 người. Phái nam chiếm 51% tổng số dân và phái nữ chiếm 49%. Terdal có tỷ lệ 54% biết đọc biết viết, thấp hơn tỷ lệ trung bình toàn quốc là 59,5%: tỷ lệ cho phái nam là 63%, và tỷ lệ cho phái nữ là 44%. Tại Terdal, 14% dân số nhỏ hơn 6 tuổi.